# Педерсен, Поуль (футболист)
Поуль Эббесен Педерсен (дат. Poul Ebbesen Pedersen; 31 октября 1932, Орхус, Дания — 23 декабря 2016, там же) — датский футболист. В составе сборной Дании становился серебряным призёром летних Олимпийских игр в Риме (1960).

## Биография
Был первым игроком, который провел 50 матчей за сборную Дании, забив 17 голов. На национальном уровне на протяжении всей карьеры выступал за клуб AIA (Орхус).
В составе клуба играл на позиции оттянутого форварда, за сборную — крайнего атакующего полузащитника, часто переходя в защиту.
Дебютировал за национальную сборную Дании 21 июня 1953 г. в матче чемпионата чемпионата Северной Европы по футболу (1952/55) против сборной Швеции. Первые два гола забил в июле 1955 г. в товарищеском матче против сборной Исландии. С июня 1957 по октябрь 1960 г. он сыграл 33 национальных матча, а с 1958 по 1960 г. являлся её капитаном.
На Олимпийских играх в Риме (1960), на которых Дания стала серебряным призёром, играл на позиции правого полузащитника. Провел все пять игр, во время турнира он забил победный гол на групповом этапе в матче против сборной Польши, который датчане выиграли со счетом 2:1. После олимпийского турнира Педерсен сыграл только пять матчей за сборную; в сентябре 1964 г. он стал первым игроком, сыгравшим 50 игр в её составе.
Свой последний матч за клуб AIA сыграл в ноябре 1965 г.
После завершения спортивной карьеры основал собственную подрядную компанию. В 2014 г. был введен в Зал славы датского футбола.
Его внук, Виктор Фишер, также стал известным футболистом, становился чемпионом Нидерландов в составе «Аякса» и чемпионом Дании в составе «Копенгагена».

## Статистика

### Матчи Педерсена за сборную Дании
| Матчи Педерсена за сборную Дании | Матчи Педерсена за сборную Дании | Матчи Педерсена за сборную Дании | Матчи Педерсена за сборную Дании | Матчи Педерсена за сборную Дании | Матчи Педерсена за сборную Дании                                  |
| -------------------------------- | -------------------------------- | -------------------------------- | -------------------------------- | -------------------------------- | ----------------------------------------------------------------- |
| №                                | Дата                             | Соперник                         | Счёт                             | Голы Педерсена                   | Соревнование                                                      |
| 1                                | 21 июня 1953                     | Швеция                           | 1:3                              | —                                | Чемпионат Северной Европы 1952—1955                               |
| 2                                | 19 сентября 1954                 | Швейцария                        | 1:1                              | —                                | Товарищеский матч                                                 |
| 3                                | 10 октября 1954                  | Швеция                           | 2:5                              | —                                | Чемпионат Северной Европы 1952—1955                               |
| 4                                | 15 мая 1955                      | Венгрия                          | 0:6                              | —                                | Товарищеский матч                                                 |
| 5                                | 19 июня 1955                     | Финляндия                        | 2:1                              | —                                | Чемпионат Северной Европы 1952—1955                               |
| 6                                | 3 июля 1955                      | Исландия                         | 4:0                              | 2                                | Товарищеский матч                                                 |
| 7                                | 2 октября 1955                   | Англия                           | 1:5                              | —                                | Товарищеский матч                                                 |
| 8                                | 16 октября 1955                  | Швеция                           | 3:3                              | —                                | Чемпионат Северной Европы 1952—1955                               |
| 9                                | 23 мая 1956                      | СССР                             | 1:5                              | —                                | Товарищеский матч                                                 |
| 10                               | 24 июня 1956                     | Норвегия                         | 2:3                              | 1                                | Чемпионат Северной Европы 1956—1959                               |
| 11                               | 1 июля 1956                      | СССР                             | 2:5                              | —                                | Товарищеский матч                                                 |
| 12                               | 16 сентября 1956                 | Финляндия                        | 4:0                              | 1                                | Чемпионат Северной Европы 1956—1959                               |
| 13                               | 4 ноября 1956                    | Нидерланды                       | 2:2                              | —                                | Товарищеский матч                                                 |
| 14                               | 18 июня 1957                     | Финляндия                        | 0:2                              | —                                | Товарищеский матч                                                 |
| 15                               | 19 июня 1957                     | Норвегия                         | 2:0                              | —                                | Товарищеский матч                                                 |
| 16                               | 30 июня 1957                     | Швеция                           | 1:2                              | —                                | Чемпионат Северной Европы 1956—1959                               |
| 17                               | 10 июля 1957                     | Исландия                         | 6:2                              | 1                                | Товарищеский матч                                                 |
| 18                               | 22 сентября 1957                 | Норвегия                         | 2:2                              | 1                                | Чемпионат Северной Европы 1956—1959                               |
| 19                               | 2 октября 1957                   | Ирландия                         | 0:2                              | —                                | Чемпионат мира 1958 (отбор)                                       |
| 20                               | 13 октября 1957                  | Финляндия                        | 3:0                              | —                                | Чемпионат Северной Европы 1956—1959                               |
| 21                               | 15 мая 1958                      | Нидерландские Антильские острова | 3:2                              | 1                                | Товарищеский матч                                                 |
| 22                               | 25 мая 1958                      | Польша                           | 3:2                              | 2                                | Товарищеский матч                                                 |
| 23                               | 29 июня 1958                     | Норвегия                         | 1:2                              | 1                                | Чемпионат Северной Европы 1956—1959                               |
| 24                               | 14 сентября 1958                 | Финляндия                        | 4:1                              | 1                                | Чемпионат Северной Европы 1956—1959                               |
| 25                               | 24 сентября 1958                 | ФРГ                              | 1:1                              | —                                | Товарищеский матч                                                 |
| 26                               | 15 октября 1958                  | Нидерланды                       | 1:5                              | —                                | Товарищеский матч                                                 |
| 27                               | 26 октября 1958                  | Швеция                           | 4:4                              | —                                | Чемпионат Северной Европы 1956—1959                               |
| 28                               | 21 июня 1959                     | Швеция                           | 0:6                              | —                                | Чемпионат Северной Европы 1956—1959                               |
| 29                               | 26 июня 1959                     | Исландия                         | 4:2                              | —                                | Олимпийские игры 1960 (отбор)                                     |
| 30                               | 2 июля 1959                      | Норвегия                         | 2:1                              | —                                | Олимпийские игры 1960 (отбор)                                     |
| 31                               | 18 августа 1959                  | Исландия                         | 1:1                              | —                                | Олимпийские игры 1960 (отбор)                                     |
| 32                               | 13 сентября 1959                 | Норвегия                         | 4:2                              | 1                                | Олимпийские игры 1960 (отбор) Чемпионат Северной Европы 1956—1959 |
| 33                               | 23 сентября 1959                 | Чехословакия                     | 2:2                              | 1                                | Чемпионат Европы 1960 (отбор)                                     |
| 34                               | 4 октября 1959                   | Финляндия                        | 4:0                              | —                                | Чемпионат Северной Европы 1956—1959                               |
| 35                               | 18 октября 1959                  | Чехословакия                     | 1:5                              | —                                | Чемпионат Европы 1960 (отбор)                                     |
| 36                               | 2 декабря 1959                   | Греция                           | 3:1                              | 1                                | Товарищеский матч                                                 |
| 37                               | 6 декабря 1959                   | Болгария                         | 1:2                              | —                                | Товарищеский матч                                                 |
| 38                               | 26 мая 1960                      | Норвегия                         | 3:0                              | 1                                | Чемпионат Северной Европы 1960—1963                               |
| 39                               | 3 июля 1960                      | Греция                           | 7:2                              | 1                                | Товарищеский матч                                                 |
| 40                               | 10 августа 1960                  | Финляндия                        | 2:1                              | —                                | Чемпионат Северной Европы 1960—1963                               |
| 41                               | 26 августа 1960                  | Аргентина                        | 3:2                              | —                                | Олимпийские игры 1960                                             |
| 42                               | 29 августа 1960                  | Польша                           | 2:1                              | 1                                | Олимпийские игры 1960                                             |
| 43                               | 1 сентября 1960                  | Тунис                            | 3:1                              | —                                | Олимпийские игры 1960                                             |
| 44                               | 6 сентября 1960                  | Венгрия                          | 2:0                              | —                                | Олимпийские игры 1960                                             |
| 45                               | 10 сентября 1960                 | Югославия                        | 1:3                              | —                                | Олимпийские игры 1960                                             |
| 46                               | 23 октября 1960                  | Швеция                           | 0:2                              | —                                | Чемпионат Северной Европы 1960—1963                               |
| 47                               | 28 мая 1961                      | ГДР                              | 1:1                              | —                                | Товарищеский матч                                                 |
| 48                               | 17 сентября 1961                 | Норвегия                         | 4:0                              | —                                | Чемпионат Северной Европы 1960—1963                               |
| 49                               | 20 сентября 1961                 | ФРГ                              | 1:5                              | —                                | Товарищеский матч                                                 |
| 50                               | 6 сентября 1964                  | Финляндия                        | 1:2                              | —                                | Чемпионат Северной Европы 1964—1967                               |

Итого: 50 матчей / 17 голов; 22 победы, 9 ничьих, 19 поражений.